# 瑞典國旗
瑞典國旗即瑞典王國的國旗，於1906年6月22日正式制定。在1157年，瑞典國王埃里克九世於遠征芬蘭前向神禱告，突然看到如同金色十字架的光芒橫越青空。根據這個傳說，藍底金十字與藍底金王冠的圖案成為了瑞典的國家象徵。也有指金十字是來自瑞典福爾孔王朝（House of Folkung）中的金色十字架，並以藍底為本而設計的。

## 设计
- 根據瑞典法例1982:269，旗幟的比例為10:16（高:闊），左邊上下兩個相等的藍色長方形的邊長比例各為4:5，右邊的藍色長方形比例各為4:9（高:闊）。黃帶的闊度為旗幟高度（短边）的1/5。

- 根據瑞典法例1983:826，國旗使用的顏色為NCS顏色系統（英语：Natural Color System）：黃色 - NCS 0580-Y10R、藍色 - NCS 4055-R95B。

| 顏色標準     | 藍        | 黃        |
| ------------ | --------- | --------- |
| Pantone      | 301C      | 116C      |
| 網頁顏色標準 | #006AA7   | #FECC02   |
| RGB          | 0-106-107 | 254-204-2 |

## 历史
瑞典國旗的歷史可追溯至16世紀，相信源自瑞典的國家紋章。紋章的底色為藍色，上繪有三個黃色皇冠。1569年約翰三世採用此國旗。在此之前此旗曾在約翰的封地（現芬蘭西南部）中使用。

14世紀王室旗
1815年－1844年
1844年－1905年
瑞典王室旗

## 升旗日
| 日期            | 名称                  | 瑞典语名称                 | 附注                                  |
| --------------- | --------------------- | -------------------------- | ------------------------------------- |
| 1月1日          | 新年                  | Nyårsdagen                 |                                       |
| 1月28日         | 国王命名日            | Konungens namnsdag         | 卡尔十六世·古斯塔夫国王陛下           |
| 3月12日         | 继承人命名日          | Kronprinsessans namnsdag   | 維多利亞公主殿下                      |
| 不确定的星期日  | 復活節                | Påskdagen                  | 3月21日或之后首次满月后的第一个星期日 |
| 4月30日         | 国王生日              | Konungens födelsedag       | 卡尔十六世·古斯塔夫国王陛下           |
| 5月1日          | May Day               | Första maj                 |                                       |
| 不确定的星期日  | 五旬節                | Pingstdagen                | 复活节后50天                          |
| 6月6日          | 瑞典國慶日            | Sveriges Nationaldag       | 国旗日，2005年后成为法定假日。        |
| 6月第三个星期六 | 仲夏節                | Midsommardagen             |                                       |
| 7月14日         | 继承人生日            | Kronprinsessans födelsedag | 維多利亞公主殿下                      |
| 8月8日          | 王后命名日            | Drottningens namnsdag      | 希爾維亞王后陛下                      |
| 9月第二个星期日 | 选举日                | Dag för val till riksdagen | 每四年举行的选举日                    |
| 10月24日        | 联合国日              | FN-dagen                   |                                       |
| 11月6日         | 古斯塔夫二世·阿道夫日 | Gustav Adolfsdagen         | 纪念1632年的吕岑会战                  |
| 12月10日        | 诺贝尔奖日            | Nobeldagen                 | 诺贝尔奖颁奖仪式                      |
| 12月23日        | 王后生日              | Drottningens födelsedag    | 希爾維亞王后陛下                      |
| 12月25日        | 圣诞节                | Juldagen                   |                                       |

## 在瑞典以外的使用
原屬瑞典在美殖民地「新瑞典」的兩座美國城市——費城和威爾明頓的市旗以瑞典國旗的用色為底，再鑲入各自的市徽，彰顯其與瑞典的淵源。

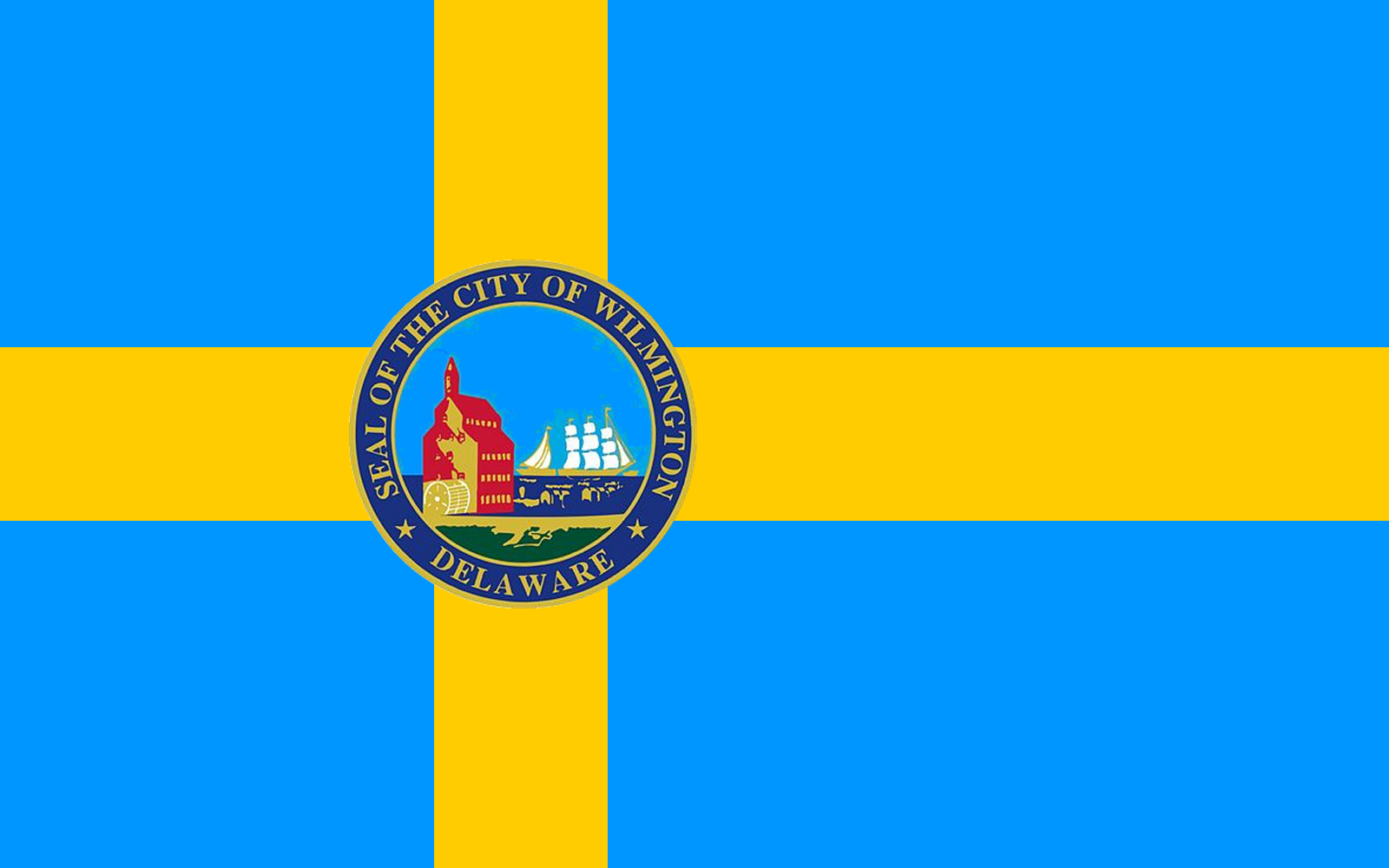
威爾明頓市旗
費城市旗

此外，阿根廷足球俱樂部博卡青年的球衣色彩採用與瑞典國旗一致的藍黃兩色，這一舉動源於1906年，當時博卡青年隊將球衣顏色從之前的黑白改為第一艘駛入博卡區港口的輪船所懸掛的旗幟色彩，而駛入博卡港口的第一艘輪船正是從哥本哈根駛來的瑞典貨輪。